# Генрі (Небраска)
Генрі (англ. Henry) — селище (англ. village) в США, в окрузі Скоттс-Блафф штату Небраска. Населення — 125 осіб (2020).

## Географія
Генрі розташоване за координатами 41°59′53″ пн. ш. 104°2′46″ зх. д. / 41.99806° пн. ш. 104.04611° зх. д. (41.997963, -104.046090).  За даними Бюро перепису населення США в 2010 році селище мало площу 0,76 км², уся площа — суходіл.

## Демографія
Згідно з переписом 2010 року, у селищі мешкало 106 осіб у 46 домогосподарствах у складі 26 родин. Густота населення становила 140 осіб/км².  Було 52 помешкання (69/км²).
Расовий склад населення:
| - 90,6 % — білих - 1,9 % — корінних американців - 1,9 % — чорних або афроамериканців - 1,9 % — азіатів - 2,8 % — осіб інших рас |

До двох чи більше рас належало 0,9 %. Частка іспаномовних становила 6,6 % від усіх жителів.
За віковим діапазоном населення розподілялося таким чином: 23,6 % — особи молодші 18 років, 65,1 % — особи у віці 18—64 років, 11,3 % — особи у віці 65 років та старші. Медіана віку мешканця становила 42,0 року. На 100 осіб жіночої статі у селищі припадало 116,3 чоловіків;  на 100 жінок у віці від 18 років та старших — 113,2 чоловіків також старших 18 років.
Середній дохід на одне домашнє господарство  становив 45 611 долар США (медіана — 51 875), а середній дохід на одну сім'ю — 60 290 доларів (медіана — 57 500). За межею бідності перебувало 17,1 % осіб, у тому числі 20,0 % дітей у віці до 18 років та 46,2 % осіб у віці 65 років та старших.
Цивільне працевлаштоване населення становило 32 особи. Основні галузі зайнятості: роздрібна торгівля — 25,0 %, освіта, охорона здоров'я та соціальна допомога — 21,9 %, виробництво — 18,8 %.